# Bertil Johnsson
Bertil Johnsson (ur. 23 grudnia 1915, zm. w 2010) – szwedzki lekkoatleta, trójskoczek, medalista mistrzostw Europy z 1946.
Zdobył srebrny medal w trójskoku na mistrzostwach Europy w 1946 w Oslo, przegrywając jedynie o 2 centymetry z Valdemarem Rautio z Finlandii, a wyprzedzając swego kolegę z reprezentacji Arnego Åhmana.
Był mistrzem Szwecji w trójskoku w 1943.
Jego rekord życiowy w trójskoku wynosił 15,27 m (ustanowiony 7 października 1945 w Göteborgu), a w skoku w dal 7,40 m (29 sierpnia 1946 w Göteborgu).